# Luzin (cratère martien)

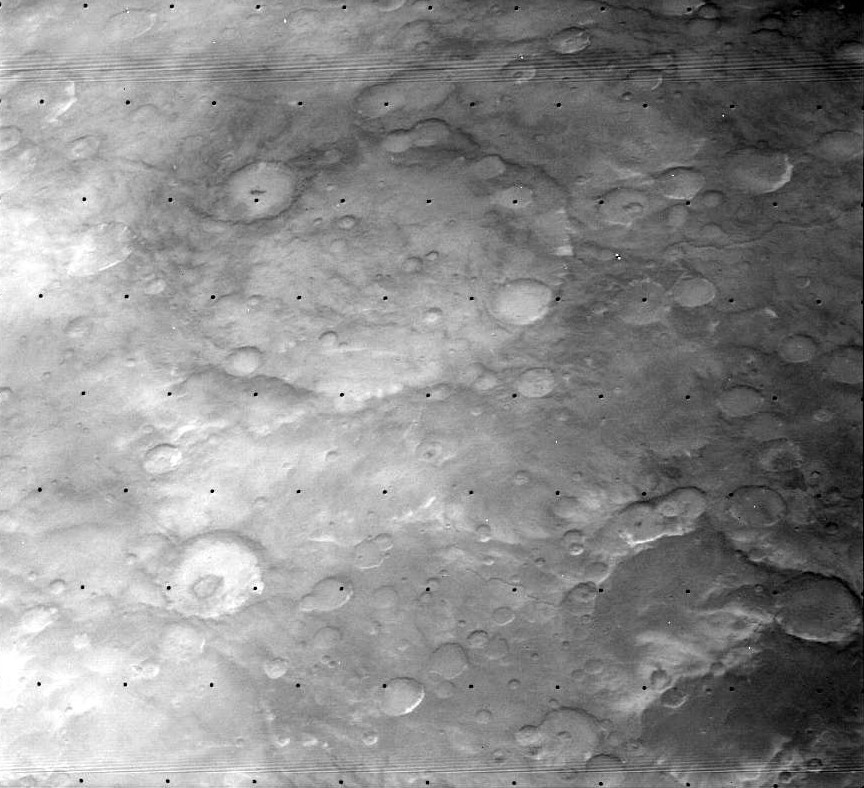
Cratère de Cassini sur Mars. Le cratère de Luzin est situé sur son bord.

Luzin est un cratère d'impact de 97 km de diamètre situé sur Mars dans le quadrangle d'Arabia par 27,1º N et 31,2º E. Il a été nommé en référence au mathématicien russe Nikolai Luzin.
Ce cratère est situé en bordure du cratère Cassini, qu'il recouvre partiellement.